# 呂承瀚
呂承瀚（?—?），湖北省武昌府武昌縣人，清朝政治人物、進士出身。
光緒二十年（1894年），参加光緒甲午科殿試，登進士二甲66名。同年五月，以主事分部学习。